# وليم إس. بوروز جونيور
وليم إس. بوروز جونيور (بالإنجليزية: William S. Burroughs Jr.)‏ (21 يوليو 1947، كونروي في الولايات المتحدة - 3 مارس 1981، ديلاند في الولايات المتحدة)؛ كاتب وروائي أمريكي.

## روابط خارجية
- وليم إس. بوروز جونيور على موقع إن إن دي بي (الإنجليزية)